# ハース・オートメーション
ハース・オートメーション (Haas Automation, Inc) は、カリフォルニア州オックスナードに本社を置くアメリカの工作機械メーカー。CNC旋盤や立型マシニングセンタ、横型マシニングセンタ、ロータリーテーブル、インデクサーの設計・製造を行う。製造および製造工程の大部分はオックスナードにある同社の本社工場で行われる。
ハース・オートメーションは、立型マシニングセンタ・CNC旋盤において世界最大手の工作機械メーカーの一つである。

## 歴史
1983年にジーン・ハースは、工作機械向けツーリングの製造会社としてハース・オートメーション株式会社を設立。設立当初はプログラム式ロータリーテーブル、インデクサー、工作機械付属品の製造・販売を行う。
1987年にフライス加工、穴あけ、タッピング、ボーリングなどの切削加工用に、社内初の立形マシニングセンタ「VF-1」の開発を始める。
1988年にVF-1のプロトタイプが完成し、イリノイ州シカゴで開催されたInternational Manufacturing Technology Show（IMTS '88）に出展。
- 1983年：カリフォルニア州サンバレーに Haas Automation Inc.を設立。
- 1991年：カリフォルニア州チャッツワースへ規模拡大のため移転
- 1997年：カリフォルニア州オックスナードへ移転。348,000m2の敷地に本社、工場、倉庫等の専用建造物を移す[5]

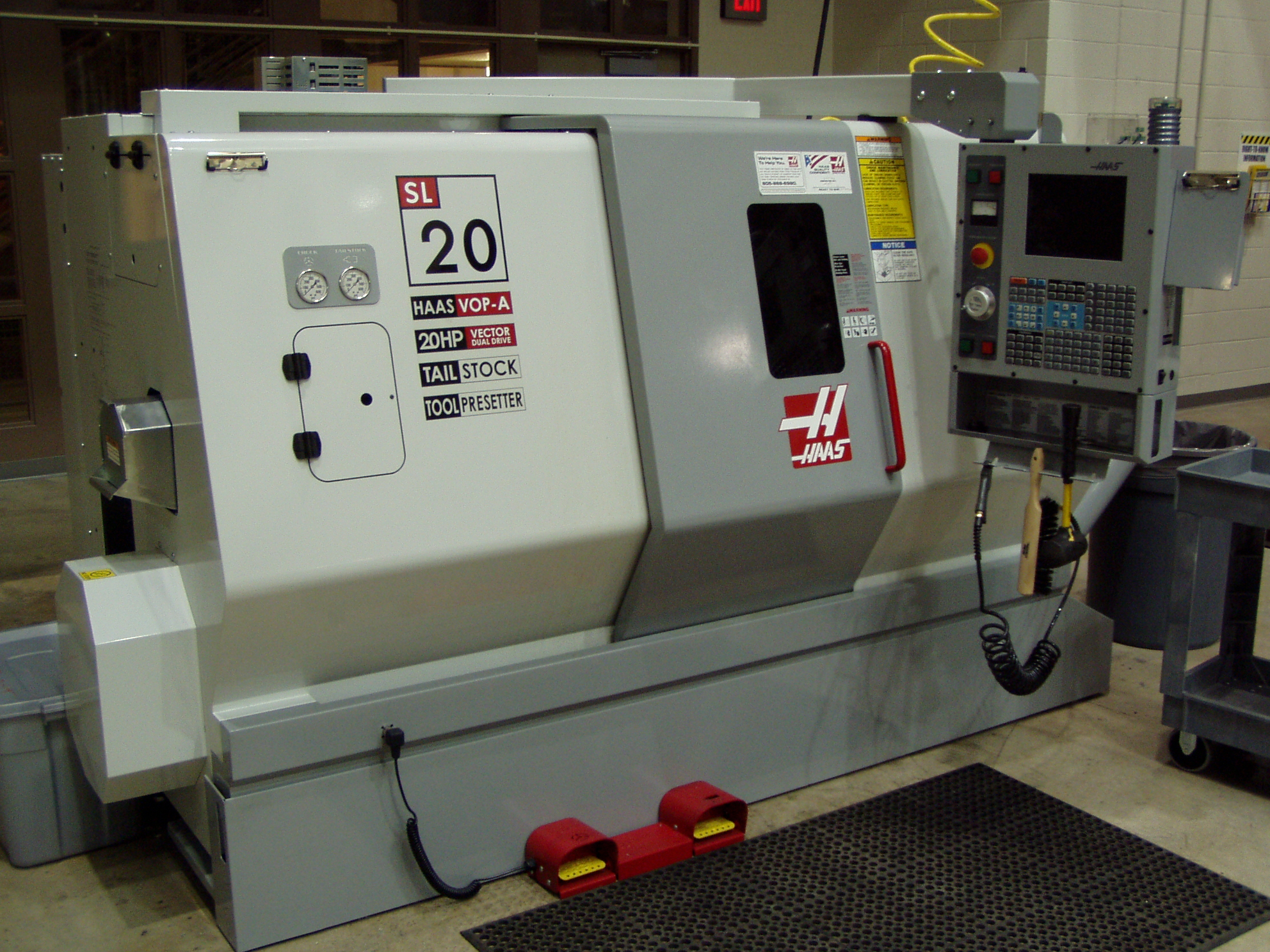
小型CNCターニングセンター

同社は金属加工業界向けのCNC工作機械を製造。
- 立形マシニングセンタ（VMC）
- 横型マシニングセンタ（HMC）
- ターニングセンタ（CNC旋盤）
- ロータリーテーブルとインデクサー

### 認定
Haas AutomationはISO 9001：2008の認定企業。すべての工作機械にはETL規格のマークが付いており、NFPA 79産業用機械電気規格およびカナダの同等のCAN / CSA C22.2 No. 73に準拠していることが証明されている。同社は、CEマークを自社製品に添付するために必要な認証プロセスを完了している。

## 販売
工作機械の販売、サービス、およびアプリケーションのサポートはHFO(Haas Factory Outlet)と呼ばれる、各国・各エリアの代理店が行う。世界80カ国に170以上のHFOを展開する。1999年、最初の代理店がカリフォルニア州トーランスに設立。その後同社の既存の世界規模のネットワークに適用され、ヨーロッパ、アジアへと拡大した。日本においてはNKワークス株式会社ハース事業部がHFO-JAPANとして販売・サービスを行う。